# Liste der Kulturdenkmale in Bülstringen

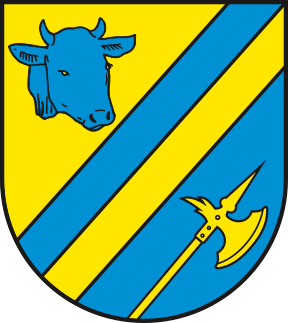
Wappen von Bülstringen

In der Liste der Kulturdenkmale in Bülstringen sind alle Kulturdenkmale der Gemeinde Bülstringen (Landkreis Börde) und ihrer Ortsteile aufgelistet. Grundlage ist das Denkmalverzeichnis des Landes Sachsen-Anhalt, das auf Basis des Denkmalschutzgesetzes vom 21. Oktober 1991 erstellt und seither laufend ergänzt wurde (Stand: 25. Februar 2015).

## Kulturdenkmale nach Ortsteilen

### Bülstringen
| Lage                                                                        | Bezeichnung  | Beschreibung | Erfassungs- nummer | Ausweisungsart | Bild   |
| --------------------------------------------------------------------------- | ------------ | --- | ------------------ | -------------- | ------ |
| ca. 3 Kilometer nordwestlich der Stadt Haldensleben am Bullengraben (Karte) | Brücke       | | 094 30168          | Baudenkmal     | BW     |
| Krumme Straße 19, 21, 23 (Karte)                                            | Gutshaus     | | 094 80117          | Baudenkmal     | BW     |
| Lindenplatz 9 (Karte)                                                       | Kirche       | Zur Hl. Dreifaltigkeit. Das barocke Kirchengebäude wurde 1708 an einen romanischen Turm angebaut. Als Schöpfer wird der braunschweigische Landbaumeister Hermann Korb vermutet. Der Innenraum ist einem achteckigen Zentralbau angenähert. Die reiche Ausstattung, darunter ein großer Kanzelaltar, stammt aus der Entstehungszeit. Werke des Mittelalters, wie ein spätgotisches Kruzifix aus dem 16. Jahrhundert sowie zwei Glocken des 13. und 14. Jahrhunderts, wurden miteinbezogen. | 094 30475          | Baudenkmal     | Kirche |
| Lindenplatz 1, 2, 3, 8, 9, 10, 11, 12, 20 (Karte)                           | Häusergruppe | | 094 80119          | Denkmalbereich | BW     |

### Wieglitz
| Lage                                                                                                 | Bezeichnung  | Beschreibung | Erfassungs- nummer | Ausweisungsart | Bild |
| --- | ------------ | ------------ | ------------------ | -------------- | ---- |
| Dorfstraße 35, Kirchplatz 1, 1a, 2, 3, 4, 4a, 5, 6, 7, 8, 9, 9a, 10, 10a, 11, Pfingstbusch 1 (Karte) | Anger        |              | 094 80120          | Denkmalbereich | BW   |
| Ellersell in der Ortsdurchfahrt auf der östlichen Seite (Karte)                                      | Distanzstein |              | 094 30517          | Kleindenkmal   | BW   |

## Ehemalige Kulturdenkmale nach Ortsteilen

### Bülstringen
| Lage                | Bezeichnung | Beschreibung | Erfassungs- nummer | Ausweisungsart | Bild |
| ------------------- | ----------- | ------------ | ------------------ | -------------- | ---- |
| Im Winkel 5 (Karte) | Wohnhaus    |              | 094 84203          | Baudenkmal     | BW   |

## Legende
In den Spalten befinden sich folgende Informationen:
- Lage: Nennt den Straßennamen und wenn vorhanden die Hausnummer des Kulturdenkmals. Die Grundsortierung der Liste erfolgt nach dieser Adresse. Der Link „Karte“ führt zu verschiedenen Kartendarstellungen und nennt die geographischen Koordinaten.
Link zu einem Kartenansichtstool, um Koordinaten zu setzen. In der Kartenansicht sind Baudenkmale ohne Koordinaten mit einem roten bzw. orangen Marker dargestellt und können in der Karte gesetzt werden. Baudenkmale ohne Bild sind mit einem blauen bzw. roten Marker gekennzeichnet, Baudenkmale mit Bild mit einem grünen bzw. orangen Marker.
- Offizielle Bezeichnung: Nennt den Namen, die Bezeichnung oder zumindest die Art des Kulturdenkmals und verlinkt, soweit vorhanden, auf den Artikel zum Objekt.
- Beschreibung: Nennt bauliche und geschichtliche Einzelheiten des Kulturdenkmals, vorzugsweise die Denkmaleigenschaften.
- Erfassungsnummer: Für jedes Kulturdenkmal wird in Sachsen-Anhalt eine 20stellige Erfassungsnummer vergeben. Die letzten zwölf Ziffern werden für die Untergliederung nach Teilobjekten genutzt und werden nur angegeben, soweit vergeben. In dieser Spalte kann sich folgendes Icon  befinden, dies führt zu Angaben zu diesem Baudenkmal bei Wikidata.
- Ausweisungsart: Die Einordnung des Denkmales nach § 2 Abs. 2 DenkmSchG LSA
- Bild: Ein Bild des Denkmales, und gegebenenfalls einen Link zu weiteren Fotos des Kulturdenkmals im Medienarchiv Wikimedia Commons. Wenn man auf das Kamerasymbol klickt, können Fotos zu Kulturdenkmalen aus dieser Liste hochgeladen werden: